# Compromís-Podemos-És el Moment
Compromís-Podemos-És el Moment (siglas: Podemos-Compromís) fue el nombre de la coalición formada por Compromís (compuesto por Bloc Nacionalista Valencià, Iniciativa del Poble Valencià, Verds-Equo del País Valencià y Gent de Compromís) y Podemos para las elecciones generales españolas de 2015, en las tres circunscripciones de la Comunidad Valenciana. Creada in extremis elecciones generales españolas de 2015 el 6 de noviembre de 2015, fue una de las tres coaliciones territoriales integradas por Podemos. Para las elecciones generales españolas de 2016 la coalición se amplió a EUPV y pasó a ser A la Valenciana (Compromís, Podemos, Izquierda Unida y Equo)

## Gestación de la candidatura

### Primeras negociaciones
A mediados de junio de 2015, la coportavoz de Compromís y líder de Iniciativa del Poble Valencià, Mónica Oltra, se mostraba favorable a una coalición entre su partido y Podemos para las elecciones generales de diciembre de ese año, pues ambas formaciones compartían una gran parte del ideario político. En palabras de Oltra, para llegar a un acuerdo con Podemos, la coalición resultante debería respetar la marca de Compromís y permitir un grupo parlamentario propio en el Congreso de los Diputados. Por su parte, el líder de Podemos, Pablo Iglesias, también hacía pública por esas fechas la intención de su partido de buscar una alianza con Compromís en la Comunidad Valenciana. Entre los requisitos de Podemos para concurrir en coalición con otras formaciones, se encontraban la preservación de la marca y la celebración de primarias a nivel de circunscripción. Esta predisposición de Podemos a pactar con Compromís contrastaba notablemente con su rechazo a confluir a nivel nacional con Izquierda Unida a través de su plataforma Ahora en Común.

### Rechazo del Bloc

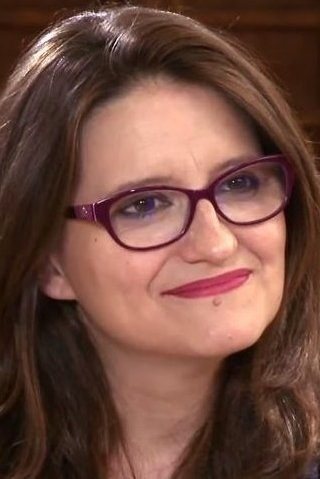
Mónica Oltra, líder de Iniciativa del Poble Valencià (2015).

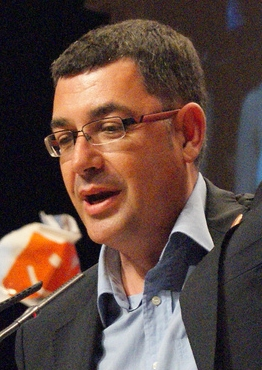
Enric Morera, líder del Bloc Nacionalista Valencià (2011).

Sin embargo, no todas las facciones de Compromís se sentían cómodas con un posible pacto con Podemos: el Bloc Nacionalista Valencià, la formación mayoritaria de Compromís, se oponía a la alianza a principios de julio por considerarla una «venta de las siglas». Ante la división de las bases, el Bloc decidió realizar un referéndum telemático no vinculante, entre el 5 y el 12 de agosto, en el que preguntaba a sus militantes si las condiciones aprobadas por la Ejecutiva Nacional unos días antes eran suficientes para negociar un acuerdo electoral con otras fuerzas progresistas. Las condiciones eran cuatro: que el Bloc liderase las candidaturas (esta condición, que era compartida por el resto de socios de Compromís, era la que más incomodaba en Podemos); que la marca de Compromís fuera «preeminente»; tener un grupo parlamentario propio; y que se incorpore una «agenda política valenciana». Con una participación de sólo el 23 % del censo, dos de cada tres votantes dieron el sí a las negociaciones. Esto se tradujo en un desbloqueo momentáneo del pacto, un varapalo a sus detractores y un espaldarazo a Mónica Oltra, cuyas negociaciones con Podemos avanzaban «muy satisfactoriamente».
Dada la escasa participación en la consulta, el sector contrario al acuerdo entre el Bloc y Podemos exigió la repetición del referéndum, pero esta vez de manera vinculante y con una pregunta más clara (en la pregunta anterior, un "no" no significaba necesariamente el fin de las negociaciones). Durante los primeros días de septiembre, la dirección del Bloc consensuó la pregunta con los críticos, que se sometió a referéndum entre los días 12 y 19 de ese mes. Esta vez la pregunta ofrecía dos alternativas: que el Bloc se presentase como Compromís, o que se presentase en coalición con Podemos «y/u otras fuerzas políticas de ámbito estatal o plataformas análogas», bajo las cuatro condiciones aprobadas en el referéndum anterior. De esta manera, el Bloc sugería la posible integración de otras fuerzas en la coalición, como Esquerra Unida del País Valencià (EUPV), que obtuvo más de cien mil votos en las elecciones autonómicas valencianas sin conseguir representación. En esta ocasión, con una participación del 51,6 %, tres de cada cuatro militantes del Bloc rechazaron el pacto con Podemos y otras fuerzas. Este amplio rechazo a un posible acuerdo preelectoral fue considerado por Podemos como «cuestiones internas» que debían pasar «a un segundo plano» mientras se seguía trabajando por la candidatura. En este sentido, Mónica Oltra dijo que los resultados del referéndum determinaban la postura del Bloc, pero no la de Compromís. A pesar de la consulta a las bases, la decisión final quedaba en manos del Consell General de Compromís, formado por cerca de 350 representantes de la coalición valenciana.
Iniciativa continuó las negociaciones con Podemos durante todo septiembre y, a principios de octubre, celebró una consulta entre sus militantes, que apoyaron la candidatura unitaria con un 81 % de los votos. Asimismo, las negociaciones entre Podemos y Compromís también siguieron a lo largo de octubre. A pesar de que Podemos atendió a las condiciones exigidas, el Bloc, muy reticente a pactar con un partido de ámbito nacional, se mantenía en contra del acuerdo. Para tomar una decisión final sobre el pacto con Podemos, Compromís celebró el 21 de octubre una reunión de su ejecutiva. Tras más de cuatro horas de discusión, el Bloc no veía garantías para formar grupo propio en el Congreso. Su líder, Enric Morera, propuso una consulta entre todos los militantes a través de asambleas comarcales y aplazó la decisión última al 31 de octubre en el Consell General de Compromís, con mayoría del Bloc. El pacto quedaba en el aire durante los siguientes diez días. Mónica Oltra, que rechazaba este planteamiento, recordó que "para que haya una votación en el Consell General primero tiene que haber un acuerdo en la Ejecutiva".

### Acuerdo final
El 31 de octubre se celebró el Consell General de Compromís. A él llegaban, por un lado, Iniciativa y VerdsEquo a favor del pacto y, por otro, el Bloc y Gent de Compromís en contra. Iniciativa y VerdsEquo presentaron un borrador del acuerdo en el que Podemos aceptaba una gran parte de las condiciones impuestas por Compromís, mientras que el Bloc y los independientes lo rechazaban porque no garantizaba un grupo parlamentario propio en el congreso y porque era un pacto con un partido de ámbito español. Tras cuatro horas de debate, casi el 70 % de la cúpula del Bloc decidió la celebración de otro referéndum entre sus militantes el 3 de noviembre. En esta ocasión se decidiría sobre la integración de su partido en una plataforma de «obediencia valenciana», abierta a Podemos-Comunidad Valenciana y otras fuerzas progresistas, como Esquerra Unida (EUPV) o Esquerra Republicana (ERPV). Esta vez, Enric Morera votaría y haría campaña por el sí. Por su parte, EUPV y ERPV se quejaron de no haber recibido ninguna propuesta en firme para formar parte de una candidatura de coalición, ni por parte de Compromís ni por la de Podemos. Finalmente, la militancia del Bloc dio vía libre al pacto entre Compromís y Podemosː con una participación del 42 %, el resultado del referéndum fue del 75,6 % a favor, condicionado a que EUPV se sumase al proyecto planteado por Enric Morera.
Al día siguiente, EUPV lamentó «profundamente» que no hubiera sido posible alcanzar un acuerdo unitario de toda la izquierda valenciana y acusó de «intransigencia» y «sectarismo» a Podemos y Compromís. Ante estas declaraciones, Compromís y Podemos ofrecieron a EUPV el puesto número 4 de la lista por Valencia y que su marca apareciera en las papeletas, pero la asamblea de Unitat Popular (en la que se integraba EUPV) lo rechazó por mayoría. Debido al rechazo, el 6 de noviembre —fecha límite para la presentación de candidaturas—, el Bloc convocó nuevamente a su Consell Nacional para consultar si el acuerdo con Podemos seguía adelante sin EUPV. Mientras se conocía el resultado de la votación, Compromís y Podemos registraban ante notario el pacto electoral, que fue avalado por el Bloc con un 52 % de los votos a favor.

## Condiciones del pacto
En el pacto firmado ante notario que ratificaba la unión entre Compromís y Podemos, se encontraban los siguientes puntos:
- La denominación de la coalición será «Compromís-Podemos-És el moment» y su sigla «Podemos-Compromís».
- La participación de cada partido será la siguiente:
  - Podemos: 50 %.
  - Bloc Nacionalista Valencià: 30 %.
  - Iniciativa del Poble Valencià: 17,5 %.
  - Verds Equo del País Valencià: 2,5 %.
- En el logotipo de las papeletas aparecerá primero el logotipo de Podemos y a continuación el de Compromís, seguido de sus nombres en orden inverso.[29]
- Las listas electorales al Congreso de los Diputados estarán encabezadas por miembros de Compromís en las circunscripciones de Castellón y Valencia (Marta Sorlí y Joan Baldoví, respectivamente),[30] mientras que en la circunscripción de Alicante figurará primero un miembro de Podemos (Rita Bosaho).[30] En las listas al Senado sucederá lo contrario: Valencia y Castellón estarán encabezadas por miembros de Podemos y Alicante por Compromís.
- Siempre que el reglamento del Congreso lo permita (al menos cinco escaños y un 15 % de los votos en la Comunidad Valenciana), la coalición formará un grupo parlamentario propio.[29]

## Manifiesto
El 19 de noviembre de 2015, la coalición presentó el manifiesto És el moment (cuyo logotipo fue diseñado por Javier Mariscal, también firmante del manifiesto), que recogía los ejes básicos de la candidatura.

## Resultados electorales
De los 9 diputados obtenidos por la coalición, 4 corresponden a Podemos, 4 a Compromís (a su vez, de ellos, 2 a IdPV y 2 al Bloc) y 1 independiente (Rosana Pastor). Igualmente fue elegido un senador, correspondiente a Compromís-IdPV.
| Elecciones generales españolas de 2015 | Joan Baldoví | 671 071 | 2,67 | 25,09 | 9/350 |